# Auguste-Olympe Hériot
Pour les articles homonymes, voir Hériot.
Auguste-Olympe, dit Auguste II, Hériot, né à Paris 8e le 13 février 1886 et mort le 12 juin 1951 dans le 16e arrondissement de Paris, est le fils aîné du commandant Olympe Hériot, directeur-propriétaire des Grands Magasins du Louvre et de Cyprienne Dubernet. Ses parents se marient quelques mois après sa naissance.

## Biographie
Cultivé, sportif (il pratique la boxe), bel homme à cheveux noirs et à moustache, à la fois courageux, capricieux et snob (il se fait appeler « comte Romano »), il est l'un des partis les plus en vue dans le Paris des années folles.
Il est surtout connu pour sa brève liaison avec la romancière Colette. À l'hiver 1909, alors qu'il est l'amant de Liane de Pougy, il rencontre Colette à Monte-Carlo et lui fait une cour assidue, la couvrant de cadeaux et d'invitations à dîner. En juillet 1910, il l'emmène en voyage en Italie. Colette, tout juste divorcée, est libre de mener la vie qu'elle entend. Rome l'ennuie. En novembre, ils arrivent à Naples, visitent Capri, qui l'éblouit. Ils se rendent également à Nice en février 1911. Néanmoins, et même si la mère de Colette la presse d'épouser ce jeune homme qui la mettrait définitivement à l'abri du besoin, leur liaison prend fin peu après : si Colette apprécie la gentillesse de son jeune soupirant, elle méprise son oisiveté et constate qu'il est en proie à une nature mélancolique qui lui rend tout bonheur impossible. La romancière ne tardera pas à rencontrer son futur mari, Henry de Jouvenel.
Auguste Hériot est l'une des sources du personnage principal de Chéri.
Pendant la Première Guerre mondiale, il se signala par sa bravoure. Il épousa en 1928 une Autrichienne, la comtesse Hildegarde Karoline von Auersperg (1895-1981), dont il divorça en 1938. Il mourut sans descendance en 1951.

Il est nommé chevalier de la Légion d'honneur le 5/9/1916 comme capitaine de réservé au 43e régiment d'infanterie coloniale. Croix de guerre avec palme (cité à l'ordre en septembre 1915, 4 citations). 3 blessures (juin et août 1916 par éclat d'obus et septembre 1916 par balle). Officier de la L.H le 29/12/1922. Commandeur de la L.H le 31/1/1939. Médaille du Maroc. Palmes académiques. Officier de l'Etoile noire. Military Cross. Officier du Ouissam Alaouite. Chevalier du Nicham Iftikhar. Mérite Japonais.  

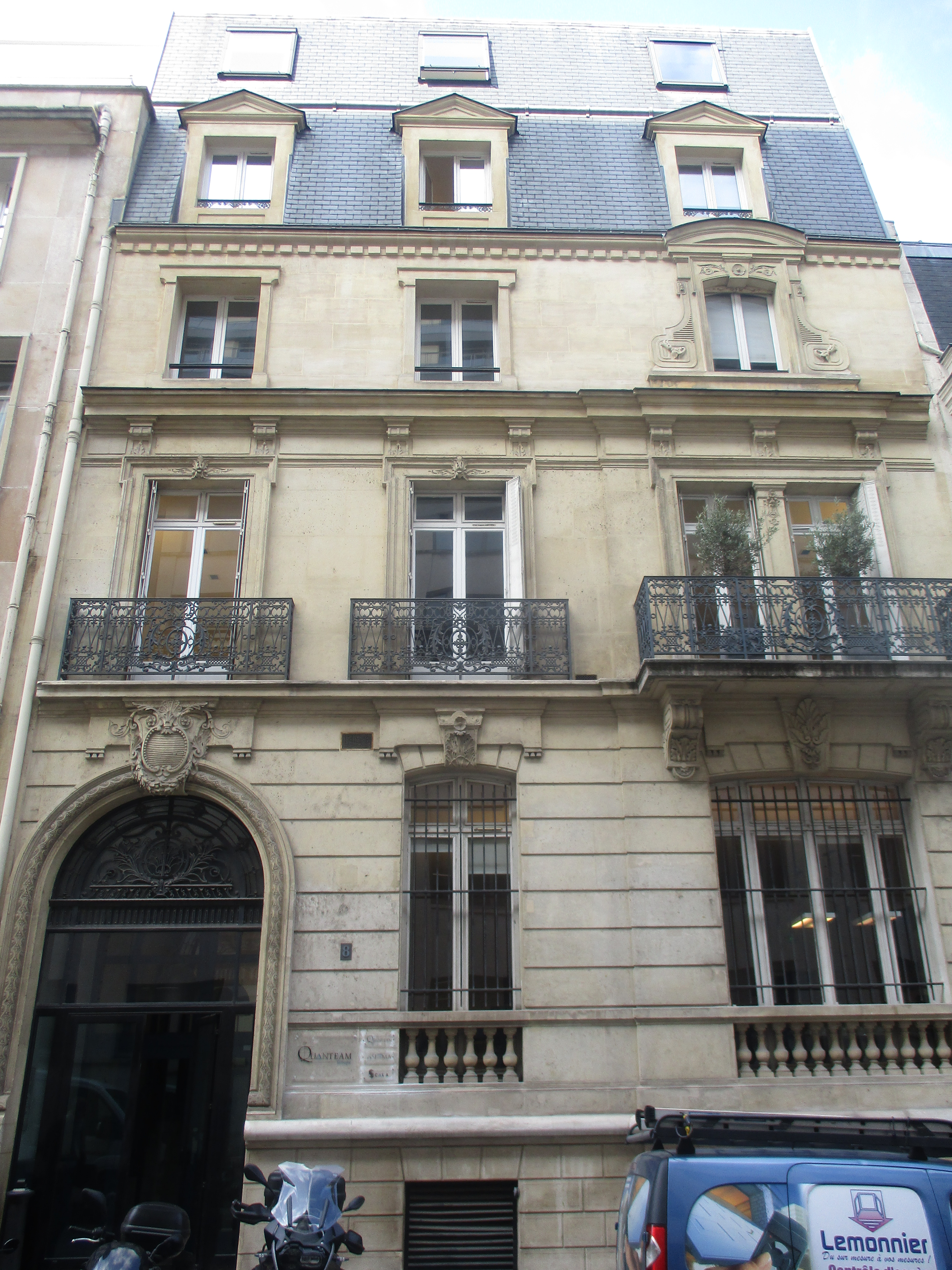
Hôtel particulier Hériot, 8 rue Euler, à Paris.